# Климович Дмитро Ромуальдович
Дмитро Ромуальдович Климович (біл. Дзмітрый Рамуальдавіч Клімовіч; нар. 9 лютого 1984, Мінськ, Білоруська РСР) — білоруський футболіст, захисник клубу «Арсенал» (Дзержинськ).

## Клубна кар'єра
Вихованець футбольної школи «Торпедо» (Мінськ), перший тренер – Петро Леонідович Зенкевич.
Професіональну кар'єру розпочав у борисівському БАТЕ. Вперше зіграв у складі БАТЕ 18 квітня 2003 року. Спочатку грав на позиції центрального півзахисника, згодом став грати на позиції лівого захисника. У 2007 році перейшов до жодинського «Торпедо», де став гравцем основного складу. 2010 року перейшов до «Мінська».
У лютому 2012 року підписав контракт із «Гомелем», грав на позиції лівого захисника. У січні 2013 року перейшов до «Білшини», де також виступав на лівому фланзі оборони.
У лютому 2014 року підписав 1-річний контракт із «Зімбру». Разом із «Зімбру» став володарем Кубка та Суперкубку Молдови. У грудні 2014 року залишив молдовський клуб.
У лютому 2015 року підписав контракт із мікашевицьким «Гранітом», який за результатами сезону 2014 року повернувся до вищої ліги. У складі «Граніту» став основним лівим захисником.
14 липня 2016 року зіграв у товариському матчі клубу «Крумкачи» (Мінськ). 26 липня 2016 року стало відомо, що Дмитро підписав контракт із вище вказаним клубом, а 31 липня 2016 року зіграв перший матч за столичний клуб. Виступав на позиції центрального захисника. Попри те, що він шукав собі вигіднішу пропозицію в сезоні 2017 року, 19 січня 2017 року стало відомо, що Дмитро підписав новий контракт із «Крумкачами» на один рік (до 30 листопада 2017 року). У першій половині сезону 2017 року залишався гравцем основного складу, був віцекапітаном клубу. У липні 2017 року за згодою сторін розірвав контракт зі столичним клубом.
У серпні 2017 року став гравцем жодинського «Торпедо-БелАЗ». Швидко закріпився в центрі захисту жодінців, лише в жовтні 2017 року не грав через травму. У сезоні 2018 року став капітаном команди, залишився стабільним гравцем стартовому складі. У січні 2019 року, після завершення терміну дії контракту, покинув жодинський клуб.
Незабаром після відходу з жодинського клубу почав тренуватися з «Мінськом», з яким у лютому 2019 року й підписав контракт. У сезоні 2019 року залишався стабільним гравцем стартового складу, пропустив початок сезону 2020 року, з вересня 2020 року — знову гравець стартового складу. У січні 2021 року залишив «Мінськ» після закінчення контракту.
У лютому 2021 року приєднався до дзержинського «Арсеналу» й незабаром офіційно став гравцем клубу. У липні 2021 року покинув дзержинську команду.

## Кар'єра в збірній
У складі молодіжної збірної Білорусі провів два матчі.

## Досягнення
- Вища ліга Білорусі
  -  Чемпіон (1): 2006 (БАТЕ)
  -  Срібний призер (1): 2003 (БАТЕ)
  -  Бронзовий призер (1): 2010 («Мінськ»)

- Кубок Білорусі
  -  Володар (1): 2005/06 (БАТЕ)

- Суперкубок Білорусі
  -  Фіналіст (1): 2012 («Гомель»)

- Кубок Молдови
  -  Володар (1): 2013/14

- Суперкубок Молдови
  -  Володар (1): 2014

## Статистика виступів
| Сезон       | Дивізіон | Клуб            | Країна   | Матчі | Голи |
| ----------- | -------- | --------------- | -------- | ----- | ---- |
| 2002        | дубль    | БАТЕ            | Білорусь | 21    | 3    |
| 2003        | Д1       | БАТЕ            | Білорусь | 10    | 0    |
| 2004 (1)    | дубль    | БАТЕ            | Білорусь | 8     | 1    |
| 2004 (2)    | Д1       | «Торпедо»       | Білорусь | 3     | 2    |
| 2005        | Д1       | БАТЕ            | Білорусь | 8     | 0    |
| 2006        | Д1       | БАТЕ            | Білорусь | 7     | 0    |
| 2007        | Д1       | «Торпедо»       | Білорусь | 23    | 2    |
| 2008        | Д1       | «Торпедо»       | Білорусь | 30    | 1    |
| 2009        | Д1       | «Торпедо»       | Білорусь | 23    | 3    |
| 2010        | Д1       | «Мінськ»        | Білорусь | 33    | 2    |
| 2011        | Д1       | «Мінськ»        | Білорусь | 19    | 1    |
| 2012        | Д1       | «Гомель»        | Білорусь | 28    | 0    |
| 2013        | Д1       | «Білшина»       | Білорусь | 24    | 0    |
| 2013/14 (2) | Д1       | «Зімбру»        | Молдова  | 11    | 1    |
| 2014/15 (1) | Д1       | «Зімбру»        | Молдова  | 7     | 0    |
| 2015        | Д1       | «Граніт»        | Білорусь | 23    | 2    |
| 2016 (1)    | Д1       | «Граніт»        | Білорусь | 15    | 2    |
| 2016 (2)    | Д1       | «Крумкачи»      | Білорусь | 13    | 1    |
| 2017 (1)    | Д1       | «Крумкачи»      | Білорусь | 15    | 1    |
| 2017 (2)    | Д1       | «Торпедо-БелАЗ» | Білорусь | 10    | 0    |
| 2018        | Д1       | «Торпедо-БелАЗ» | Білорусь | 27    | 0    |
| 2019        | Д1       | «Мінськ»        | Білорусь | 25    | 1    |
| 2020        | Д1       | «Мінськ»        | Білорусь | 9     | 0    |
| 2021 (1)    | Д2       | «Арсенал»       | Білорусь | 11    | 0    |